# Thelma Schoonmaker
Thelma Schoonmaker (født 3. januar 1940) er en amerikansk filmklipper der tre gange har vundet en Oscar for bedste klipning, alle på film instrueret af Martin Scorsese, med hvem hun har samarbejdet med på alle hans film siden Tyren fra Bronx. Desuden har hun to gange vundet en BAFTA Award.

## Filmografi i udvalg
- Tyren fra Bronx (1980)
- The King of Comedy (1982)
- New York Stories (1989)
- Goodfellas (1990)
- Cape Fear (1991)
- Uskyldens År (1993)
- Casino (1995)
- Grace of My Heart (1996)
- Kundun (1997)
- Bringing Out the Dead (1999)
- Gangs of New York (2002)
- The Aviator (2004)
- The Departed (2006)
- Shutter Island (2010)

## Ekstern henvisning
- Thelma Schoonmaker på Internet Movie Database (engelsk)
- Thelma Schoonmaker på Filmdatabasen
- Thelma Schoonmaker på Scope
- Thelma Schoonmaker på Svensk Filmdatabas (svensk)
- Thelma Schoonmaker på AlloCiné (fransk)
- Thelma Schoonmaker på AllMovie (engelsk)
- Thelma Schoonmaker på The Movie Database (engelsk)